# 1981–1989
1981–1989 – pierwsza kompilacja Perfectu wydana w 1989 za pośrednictwem wytwórni Promofessional Productions, wydana ponownie przez wytwórnię Intersonus w 1990 i 1991.

## Historia wydań
| Data wydania | Wytwórnia                  | Format | Numer katalogowy |
| ------------ | -------------------------- | ------ | ---------------- |
| 1989         | Promofessional Productions | CD     | 17 BD XA? XIS!   |
| 1990         | Intersonus                 | Kaseta | IS 016           |
| 1991         | Intersonus                 | CD     | IS 016           |

## Spis utworów
1. „Ale wkoło jest wesoło”
2. „Bażancie życie”
3. „Obracam w palcach złoty pieniądz”
4. „Niewiele ci mogę dać”
5. „Nie płacz Ewka”
6. „Czytanka dla Janka”
7. „Nasza muzyka wzbudza strach”
8. „Po co?”
9. „Pepe wróć”
10. „Chcemy być sobą”
11. „Wyspa, drzewo, zamek”
12. „Autobiografia”
13. „A kysz biała mysz”
14. „Druga czytanka dla Janka”
15. „Oczy czarne”
16. „Żywy stąd nie wyjdzie nikt”
17. „Nie patrz jak ja tańczę”